# Maître de Fastolf
Le Maître de Fastolf est un maître anonyme enlumineur actif à Paris, Rouen et en Angleterre entre 1420 et 1460. Il doit son nom à un manuscrit peint pour John Fastolf conservé à la Bibliothèque bodléienne à Oxford.

## Éléments biographiques

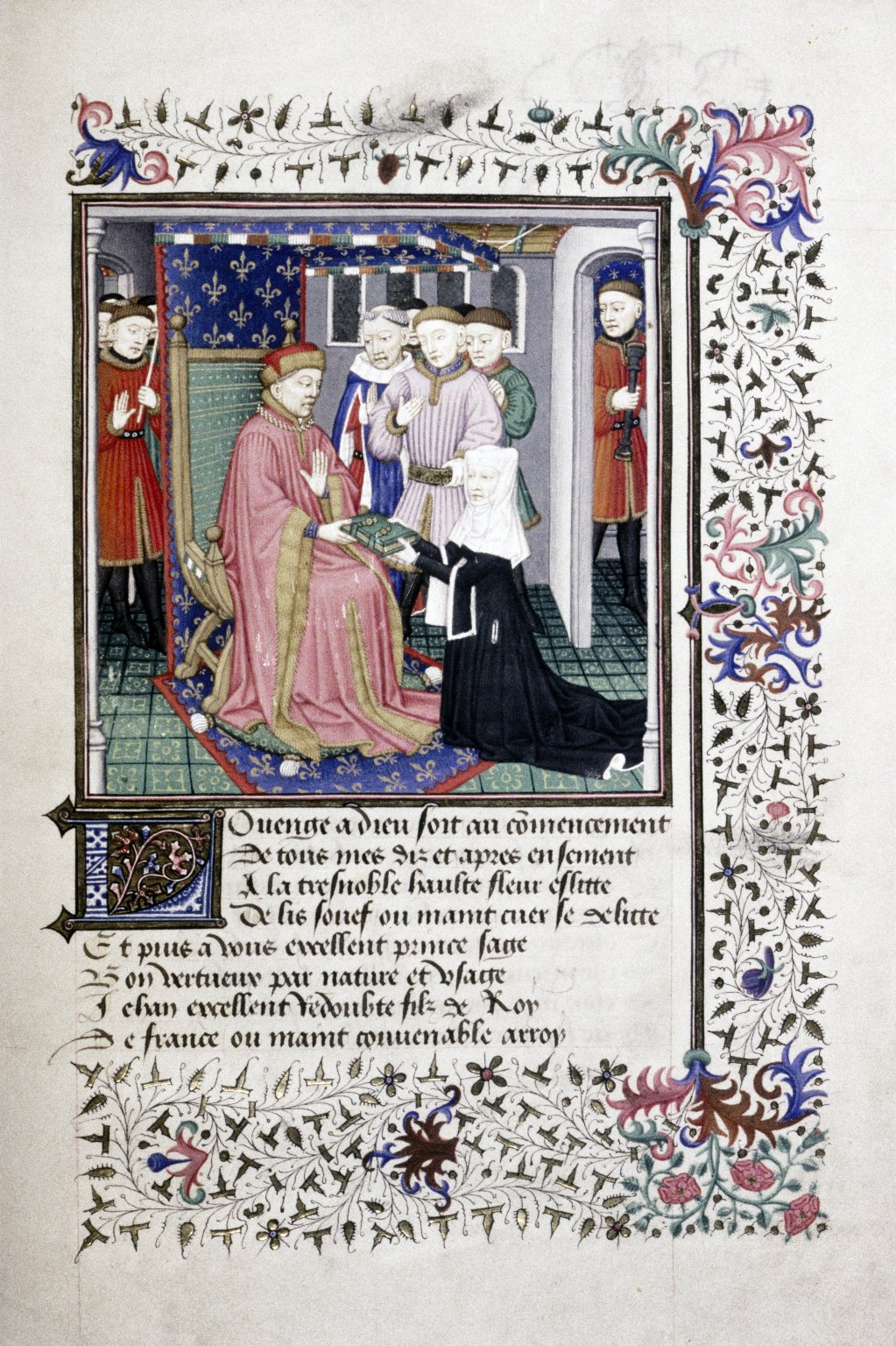
Miniature du manuscrit de John Fastolf, Bodleian Library, Laud Misc.570, f.24.

Ce maître anonyme, dont le nom de convention a été forgé par les historiens de l'art Otto Pächt et J.J.G. Alexander, a sans doute été formé à Paris, dans les années 1410-1420, probablement auprès du Maître de Boucicaut avec lequel il a peut-être collaboré à au moins un manuscrit encore conservé. Au début des années 1420, il s'installe à Rouen, alors sous domination anglaise. Il y travaille à plusieurs reprises pour des prélats et notables normands mais aussi pour des chefs de guerre anglais installés dans la ville tels que John Fastolf notamment. Avant 1449, date de la chute de Rouen entre les mains françaises, l'enlumineur émigre en Angleterre pour suivre sa clientèle et semble s'installer à Londres. Il y réalise plusieurs manuscrits liés à la ville (par leur calendrier par exemple) et collabore avec un copiste installé sur place, Franciscus Ricardus. Il ne semble par avoir beaucoup influencé l'enluminure locale, déjà sous la coupe des artistes flamands, mais laisse une trace dans les manuscrits enluminés après lui à Rouen comme auprès du Maître de Talbot ou du Maître de l'Échevinage de Rouen.

## Éléments stylistiques
Son style se caractérise par un trait épais et des motifs plats dont l'épaisseur est rendu par le modelé des drapés, des figures allongées. Il joue aussi sur l'effet de profondeur grâce à des décorations architecturales. Ses paysages sont constitués d'une compilation d'éléments plats, comportant des détails naturels stylisés. Au cours du temps, son style change relativement peu même si sa palette se fait plus sombre et ses modelés plus marqués.

## Principaux manuscrits attribués

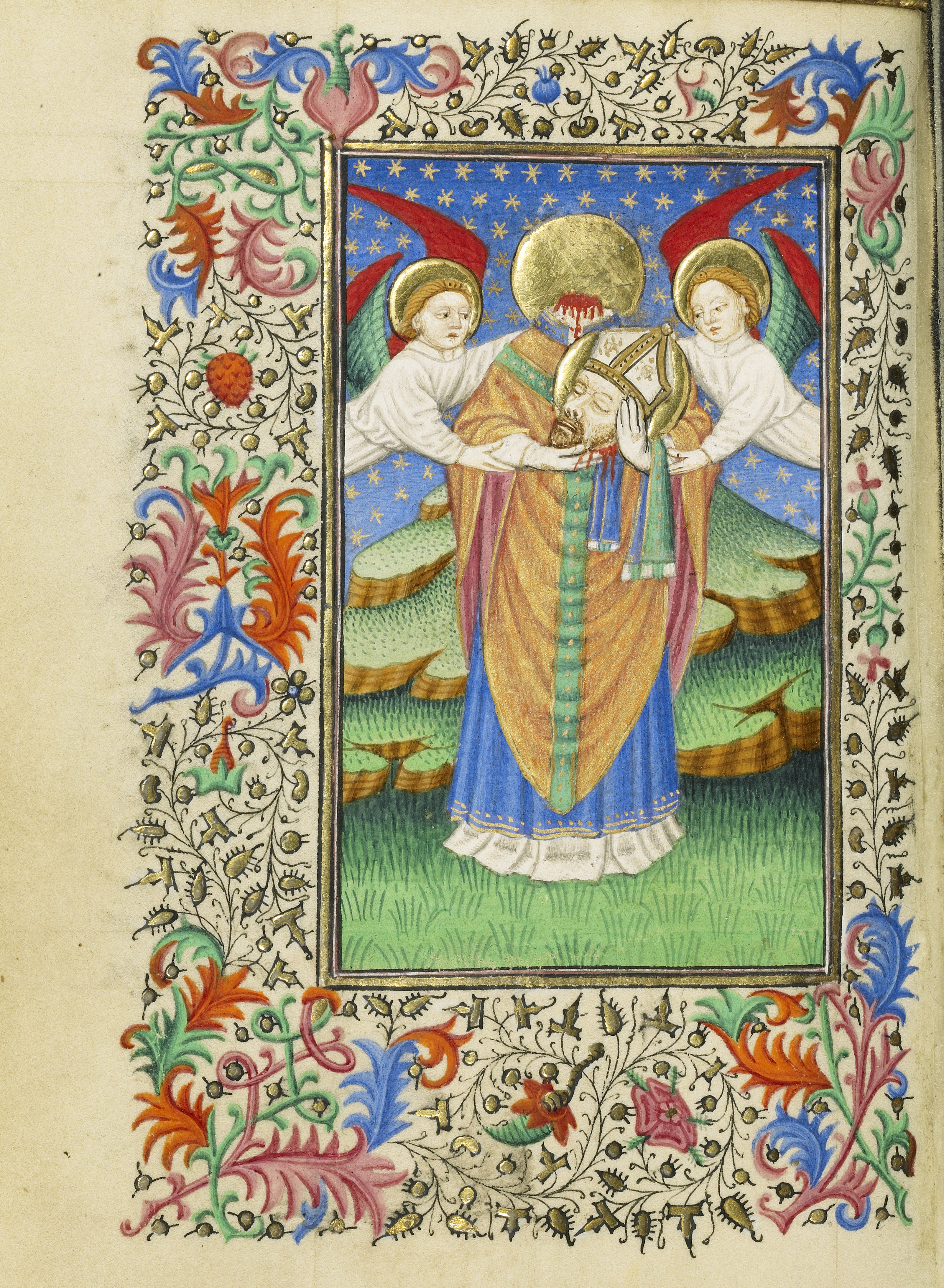
Saint Denis tenant sa tête, Getty, Livre d'heures, Ms. 5

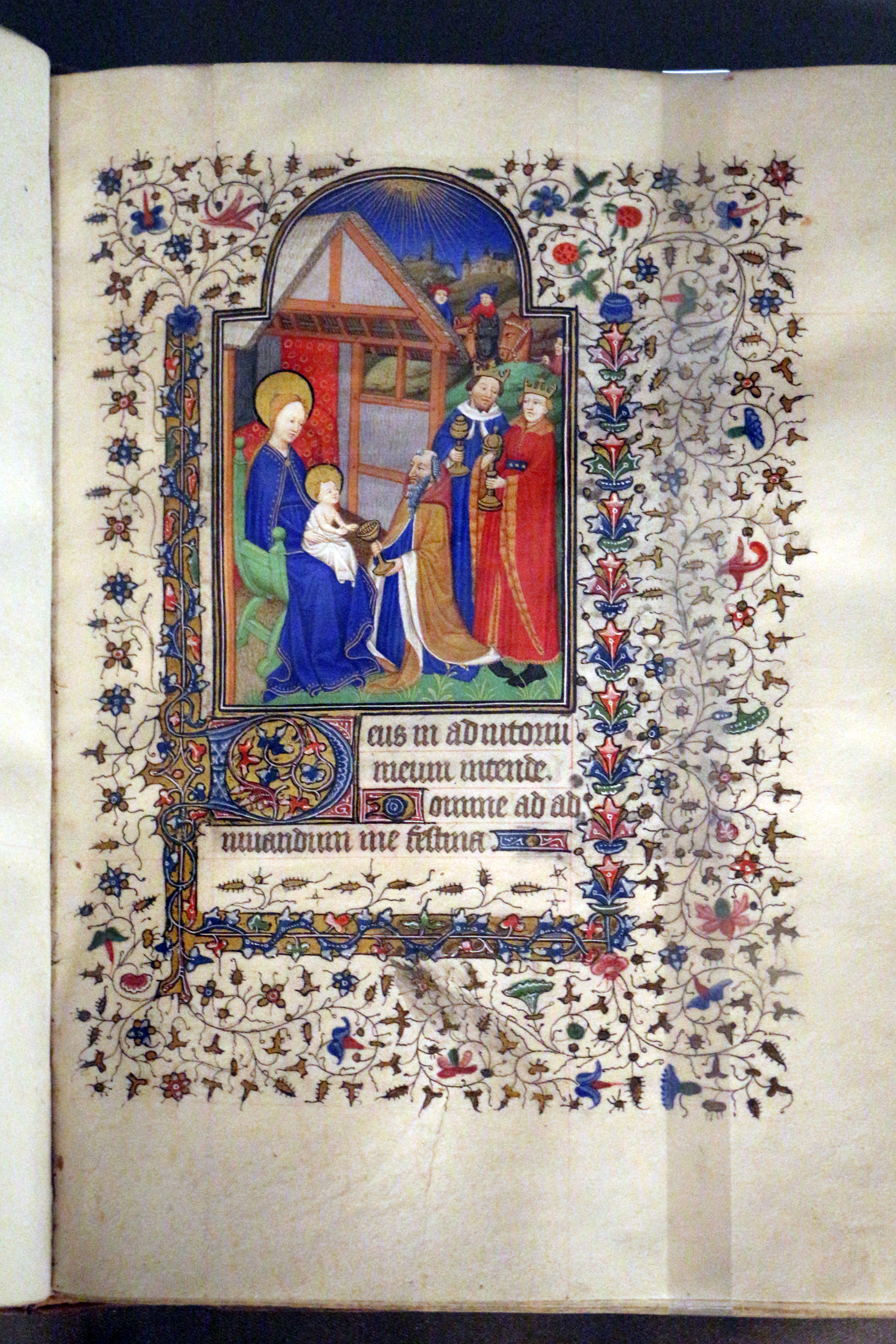
Livre d'heures rouennais, Biblioteca Trivulziana, Cod. Triv. 446, f.65r.

- Livre d'heures à l'usage de Paris, en collaboration avec le Maître de Boucicaut, vers 1420, Morgan Library and Museum, New York, M. 1.000[3] ;
- Heures Sobieski, collaboration au sein de l'atelier du Maître de Bedford avec le Maître de la Légende dorée de Munich, vers 1420-1425, Royal Collection, château de Windsor ;
- Livre d'heures de William Porter à l'usage de Sarum, 1420-1425, Morgan Library, M. 105[4] ;
- Livre d'heures à l'usage de Coutances, vers 1420-1430, 13 miniatures, Bibliothèque de l'Arsenal, Ms.560[5] ;
- Livre d'heures à l'usage de Rouen pour un membre de la famille Guarin (Jean Guarin ?), chanoine de la cathédrale, avant 1424, Morgan Library, M. 27[6] ;
- Livre du gouvernement des rois et des princes traduit par Henri de Gauchi, vers 1430-1440, Bibliothèque Sainte-Geneviève, Paris, Ms. 1.015 ;
- Livre d'heures réalisé peut-être à Rouen pour un commanditaire anglais, vers 1430-1440, J. Paul Getty Museum, Ms. 5[7] ;
- Livre d'heures à l'usage de Thérouanne, en collaboration avec le Maître de Talbot vers 1430-1440, Bibliothèque apostolique vaticane, Ms. Vat. Lat. 14.395 (York) ;
- Livre d'heures Tripp à l'usage de Rouen, vers 1435, Newberry Library, Chicago ;
- Rouleau de prières, 2 miniatures, Rouen, vers 1440, Musée du couvent Sainte-Catherine, Utrecht, Ms. ABM h4a ;
- Livre d'heures à l'usage de Coutance, vers 1440, ayant appartenu à Margaret Beaufort, St John's College (Cambridge), N.24[8] ;
- Livre d'heures à l'usage de Rome, destiné à un membre de la famille vénitienne Loredan, 3 miniatures du maître, vers 1440-1450, Bibliothèque de l'Arsenal, Ms. 575 ;
- Livre d'heures à l'usage de Sarum, vers 1440-1450, Bibliothèque bodléienne, Oxford, Ms. Auct. D. inf. 2.11[9],[10] ;
- Livre d'heures à l'usage de Sarum, vers 1440-1450, British Library, Harley 2.915[11] ;
- Livre d'heures, Rouen, années 1440, 16 miniatures, Biblioteca Trivulziana, Milan, Cod. Triv. 446[12]
- Livre d'heures, complément vers 1440-1450 d'un manuscrit flamand entamé par le Maître de Beaufort vers 1410, British Library, Add. 27.948 ;
- Manuscrit contenant le Livre des quatre vertus et L’Épitre à Othea de Christine de Pisan, pour John Fastolf, vers 1450, Bibliothèque bodléienne, Ms. Laud. Misc. 570, f24r[13] ;
- Missel, Bibliothèque du Keble College, Oxford, Ms. 38 ;
- Psautier avec un calendrier londonien, Bibliothèque bodléienne, Ms. Hatton 45[14] ;
- Livre d'heures Berkeley, à l'usage de Sarum, vers 1440-1450, Morgan Library, Ms. G.9[15] ;
- Livre d'heures à l'usage de Paris, fait à Rouen (?), BNF, Lat. 13.269.